# スポルチヴナヤ電停
スポルチヴナヤ電停 (スポルチヴナヤでんてい、ロシア語:Спортивная) は、ロシア沿海地方ウラジオストクにあるウラジオストク市電6系統の電停。

## 駅構造
相対式ホーム2面2線の地上駅。

## 駅周辺
- キタイスキー市場（Китайскый рынок Спортивная）
- ロシア貯蓄銀行支店

## 歴史
1960年代に開業。詳細の開業日は不明。

## 隣の駅
ウラジオストク市電
6系統
ルゴヴァヤ電停 - スポルチヴナヤ電停 - スタディオン電停